# Islândia nos Jogos Olímpicos de Inverno de 1960

A Islândia competiu nos Jogos Olímpicos de Inverno de 1960 em Squaw Valley, Estados Unidos.